# Dactylostalix
Dactylostalix é um género botânico pertencente à família das orquídeas (Orchidaceae).

## Espécie
1. Dactylostalix ringens Rchb.f., Bot. Zeitung (Berlin) 36: 74 (1878)